# Paralephana angulata
Paralephana angulata är en fjärilsart som beskrevs av Pierre E.L. Viette 1966. Paralephana angulata ingår i släktet Paralephana och familjen nattflyn. Inga underarter finns listade i Catalogue of Life.